# طفيل بن جماز
الشريف طفيل بن جماز بن شيحة أحد أمراء إمارة آل مهنا، تولى إمارة المدينة المنورة مناصفة مع أخية الشريف منصور بن جماز وذلك بعد أن حصل أمر سلطاني بمشاركة أخيه منصور في إمارة المدينة في عام 709 هـ. 

## نسبة
هو طفيل بن جماز بن شيحة بن هاشم بن قاسم بن مهنا بن حسين بن مهنا بن داود بن القاسم بن عبيد الله بن طاهر بن يحيى بن الحسين بن جعفر بن عبد الله ابن الحسين بن زين العابدين ابن الحسين بن علي بن أبي طالب الحسيني الهاشمي.

## سيرتة
في عام 709 هـ، تمكن طفيل بن جماز شقيق الأمير منصور أن يحصل من السلطان المملوكي في مصر المظفر حاجي بن قلاوون؛ على أمر سلطاني بمشاركة أخيه منصور في إمارة المدينة، وكانت المدينة والحجاز كله يتبع في ذلك الوقت سلطنة المماليك في مصر، وأثناء غياب الأمير منصور بن جماز، طمع طفيل بالاستئثار بالإمارة، فهاجم المدينة المنورة، وفشل في اقتحامها بسبب مقاومة الشريف كبيش بن الشريف منصور الذي تمكن من قتل عمه طفيل.

## وفاتة
قتل الشريف طفيل بن منصور سنة هـ.

## وصلات خارجية
مركز بحوث ودرسات المدينة المنورة نسخة محفوظة 5 مارس 2016 على موقع واي باك مشين.
تاريخ الحكام والسلالات الحاكمة 